# Balliamo ancora un po'/L'ultima oasi
Balliamo ancora un po'/L'ultima oasi è un singolo di Nada pubblicato nel 1984 dalla casa discografica EMI Italiana.
Il brano Balliamo ancora un po' ha partecipato al Festivalbar 1984.

## Tracce
Lato A
Edizioni musicali Belriver/IT Dischi Italia.
1. Balliamo ancora un po' (Varo Venturi)

Lato B
Edizioni musicali Belriver/IT Dischi Italia.
1. L'ultima oasi (Varo Venturi)